# 锡拉斯普尔
锡拉斯普尔（Siras Pur），是印度德里North West县的一个城镇。总人口14558（2001年）。

## 人口
该地2001年总人口14558人，其中男性8203人，女性6355人；0—6岁人口2440人，其中男1299人，女1141人；识字率65.06%，其中男性为72.58%，女性为55.34%。